# Vliegtuigcrash Zondereigen
Tijdens de vliegtuigcrash in Zondereigen (Baarle-Hertog) stortte een Lancaster ND745 – A4-D neer tijdens Wereldoorlog II.
Tijdens de Tweede Wereldoorlog, in de nacht van 22 op 23 mei 1944, werd een Lancaster-bommenwerper, ND745 'A4-D', van het 115de squadron van de Royal Air Force neergeschoten op de terugweg van een missie boven Dortmund, Duitsland. De missie was onderdeel van een reeks luchtaanvallen die gericht waren op het verstoren van de Duitse infrastructuur ter voorbereiding op de geallieerde invasie van Normandië. Helaas stortte het toestel neer om 01:39 nabij het kerkhof van Zondereigen, dicht bij Baarle-Hertog, België, nadat het in brand was geschoten en een zware schok had ervaren bij de inslag.

## De bemanning en hun lot
De Lancaster had zeven bemanningsleden aan boord. Drie van hen overleefden de crash en werden krijgsgevangen genomen:
- Sgt. Ian Melrose Gillespie – Schotse radio-operator
- Sgt. Howard Eric Hedgecock – Engelse navigator
- Flight Officer Philip John Rupert Steele – Australische bommenrichter

Helaas kwamen vier bemanningsleden om het leven bij de crash:
- Flight Officer John Halliday Ward – Engelse commandant/piloot, 30 jaar oud
- Sgt. John Atherstone Snowdon – Engelse vluchttechnicus, 21 jaar oud
- Flight Officer Reginald Ivor Havard Davies – Engelse luchtschutter, 41 jaar oud
- Sgt. Walter Joseph Fullum – Canadese luchtschutter, 20 jaar oud

Het verlies van de Lancaster ND745 wordt herinnerd als een tragisch voorval in de lokale geschiedenis van Zondereigen en symboliseert de offers die veel geallieerde soldaten hebben gebracht tijdens de oorlog.

## Historische opheldering

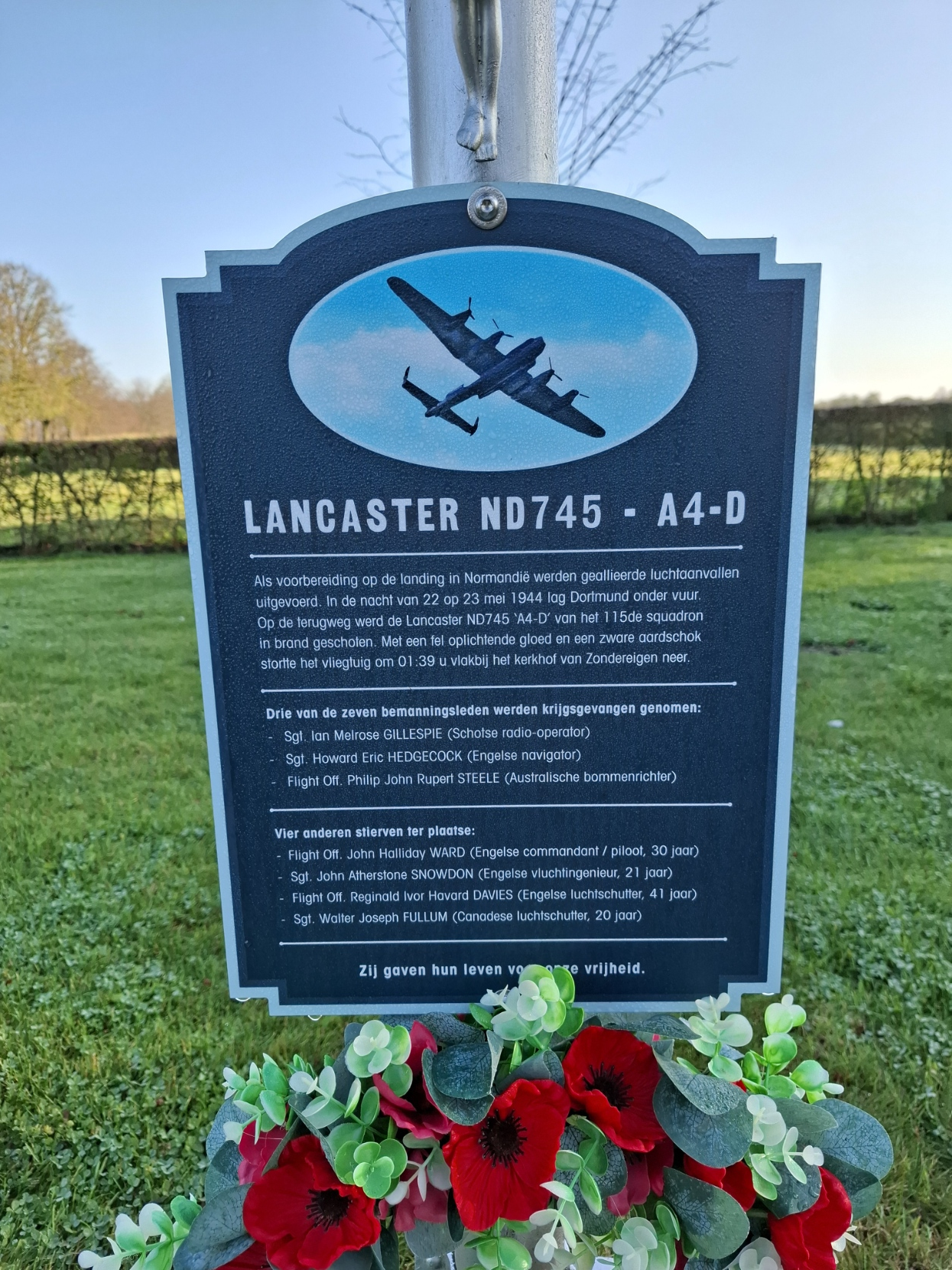
Herdenkingsbord

Meer dan vijftig jaar lang was er onduidelijkheid over de exacte datum en het type vliegtuig dat bij deze crash betrokken was. Aanvankelijke verslagen en lokale herinneringen waren tegenstrijdig, wat leidde tot de foutieve veronderstelling dat het een Halifax bommenwerper was. Door aanhoudende inspanningen van lokale historici kwam er een doorbraak toen documenten, waaronder de overlijdensakte van Sgt. Walter Fullum uit het Nationaal Archief van Canada, de datum van 23 mei 1944 en het type vliegtuig als Lancaster bevestigden.
Verder onderzoek met metaaldetectoren op de crashlocatie leverde meer dan honderd brokstukken van het wrak op. Onder de gevonden stukken bevond zich een onderdeel van het ophangsysteem van de bommen, dat uniek was voor Lancastervliegtuigen, wat de identificatie van het vliegtuig bevestigde.

## Gedenkteken en herdenking
In 2023, bijna 80 jaar na de feiten, werd een nieuw herdenkingsbord geplaatst op het kerkhof van Zondereigen, met daarop de juiste informatie over de Lancaster ND745 en zijn bemanning. Het bord corrigeert de eerdere onjuiste informatie en biedt de families van de slachtoffers en de lokale gemeenschap eindelijk de nodige duidelijkheid. Dit gedenkteken eert de moed en het offer van de mannen die hun leven gaven voor onze vrijheid.